# Katholische Fernseharbeit
Die Katholische Fernseharbeit ist eine Einrichtung der Deutschen Bischofskonferenz. Sie ist zuständig für die Umsetzung der den Kirchen vertraglich zugesicherten Senderechte bei den bundesweiten Fernsehsendern (ZDF, Sender der ProSiebenSat.1-Gruppe und RTL-Sender) sowie die Neuentwicklung von religiösen Sendeformaten. Zu den von ihr verantworteten Sendungen gehören beispielsweise die Gottesdienste im ZDF, die „RTL-Bibelclips“, die Sendereihen „So gesehen“ oder „Sunday Up“ (beide bei Sat.1).
Die Redaktion  der Katholischen Fernseharbeit ist in Frankfurt am Main.

## Weblink
- Katholische Fernseharbeit: TV- und Videoportal für Kirchenprogramme